# 2001
Rok 2001 (MMI) gregoriánského kalendáře začal v pondělí 1. ledna a skončil v pondělí 31. prosince.

## Události

### Česko
- 3. ledna – Demonstrace na Václavském náměstí na podporu vzpoury v České televizi, odhadováno přes 100 000 lidí (Krize v České televizi)
- 28. ledna – Cyril Svoboda byl zvolen lídrem Čtyřkoalice.
- 31. ledna – ukončení rozšířené podpory operačního systému Windows 3.0
- 31. března – Cyril Svoboda rezignoval na funkci lídra Čtyřkoalice.
- duben – Vladimír Špidla se stal předsedou ČSSD.
- 13. května – Mistrem světa v ledním hokeji se stalo mužstvo Česka, ve finále porazilo mužstvo Finska v poměru 3:2 po prodloužení.
- 26. května – Cyril Svoboda byl zvolen předsedou KDU-ČSL.
- 31. května – Vstoupil v účinnost ústavní zákon,[1] na základě kterého došlo k přejmenování Brněnského kraje na kraj Jihomoravský, Budějovického kraje na kraj Jihočeský, Jihlavského kraje na Kraj Vysočina a Ostravského kraje na kraj Moravskoslezský.
- 29. září – Založeno občanské sdružení Arnika.
- říjen – Summit hlav států Severoatlantické aliance.
- 22. listopadu – bylo zastaveno trestní stíhání římskokatolického faráře Vlastimila Vojtěcha Protivínského, který v předchozím roce rozpoutal v Rakvicích na Břeclavsku kampaň proti komunistické kandidátce v rámci voleb do senátu. Necelou hodinu před rozhodnutím soudu navíc udělil prezident republiky Václav Havel faráři Protivínskému milost.[2]
- Založena česká liberální politická strana Cesta změny.
- Pražské metro otevřelo stanici Kolbenova.
- Proběhlo Sčítání lidu 2001.
- 31. prosince – ukončení rozšířené podpory operačního systému Windows 1.0, Windows 2.0, Windows 3.1x, Windows NT 3.1, Windows NT 3.5 a Windows NT 3.51.

### Svět

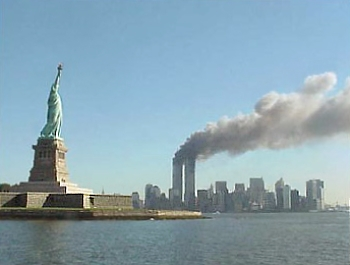
Pohled na zasažené věže WTC a Sochu Svobody

- 1. ledna – Finsko vstoupilo do Eurocontrolu.
- 10. ledna – V rámci projektu Nupedia byla otevřena první wiki.
- 15. ledna – Zahájen projekt Wikipedia.
- 20. ledna
  - George W. Bush se stal prezidentem USA.
  - Gloria Macapagal-Arroyová se stala prezidentkou na Filipínách.
- 1. února – Jose Maria Pereira Neves se stal premiérem Kapverd.
- 20. února – vypukla epidemie slintavky a kulhavky ve Velké Británii
- 26. ledna – Prezidentem Demokratické republiky Kongo se stal Joseph Kabila.
- 4. března – Premiérem Džibutska se stal Dileita Mohamed Dileita.
- 10. března – mluvčí Tálibánu Abdal Hají Mutmain oznámil, že demolice soch Buddhů z Bámjánu je téměř u konce.
- 22. března – Pedro Pires se stal prezidentem Kapverd.
- 27. března – Premiérem Laosu se stal Boungnang Volachit.
- 29. března – Premiérem ostrova Svatý Vincenc a Grenadiny se stal Ralph E. Gonsalves.
- 28. dubna – Z kosmodromu Bajkonur odstartovala ruská kosmická loď Sojuz, na jejíž palubě byl mimo jiné i první vesmírný turista Dennis Tito. Na oběžné dráze strávil 7 dní 22 hodin a 4 minuty.
- 4. června – Králem Nepálu Gyanendra Bir Bikram Shah.
- 28. června – Zatmění Měsíce.
- 28. července – Prezidentem Peru se stal Alejandro Toledo Manrique.
- 3. září – Prezidentem ostrovů Svatý Tomáš a Princův ostrov se stal Fradique de Menezes.
- 9. září – vražda Ahmada Šáh Masúda, vůdce Severní aliance proti Tálibánu v Afghánistánu
- 10. září – na americkém ministerstvu obrany se záhadně ztratilo 2.3 bilionu dolarů
- 11. září
  - založena firma Sony Ericsson
  - Teroristé unesli 4 dopravní letadla v USA. Dvěma narazili do budov World Trade Center v New Yorku, jedno letadlo narazilo do budovy Pentagonu, jedno se zřítilo v Pensylvánii. Celkem přibližně 3000 mrtvých.
- 21. září – Americká sonda Deep Space 1 proletěla okolo jádra Borrellyovy komety.
- 7. října – začala válka v Afghánistánu
- 10. října – Chálida Zijáová se stala premiérkou Bangladéše.
- 25. října – Microsoft vydal operační systém Windows XP.
- 13. listopadu – Ve Spojených státech amerických bylo tzv.: „nepřátelským bojovníkům“ odebráno právo Habeas corpus.[3]
- 16. listopadu – Získala titul Miss World Agbani Darego, první dívka pocházející z Afriky, která dosáhla na tento titul.
- 29. listopad – Zemřel George Harrison.
- 12. prosince – Tuanku Syed Sirajuddin se stal hlavou státu Malajsie.
- 17. prosince – Allan Kemakeza se stal premiérem Šalomounových ostrovů.
- 23. prosince – Argentinský prezident vyhlásil moratorium na dluhy.
- 24. prosince – Patrick Manning se stal premiérem Trinidadu a Tobaga.
- prosinec – Hámid Karzaj byl jmenován předsedou prozatímní vlády Afghánistánu.
- Švýcarsko v referendu odmítlo začít jednání o přístupu k EU.
- Vznikl Konvent o budoucnosti Evropy.
- Konal se Lusacký summit.
- Založena organizace Creative Commons.
- V Durbanu se konala Světová konference proti rasismu.

## Umění
- 18. července – premiéra pokračování veleúspěšného filmu, Jurský park 3, natočené režisérem Joem Johnstonem.
- 16. listopadu – Premiéra prvního filmu o Harrym Potterovi – Harry Potter a Kámen mudrců.
- Román Quo vadis se v Polsku dočkal druhého filmového zpracování.
- Série knih o Zaklínači (Andrzej Sapkowski) byla zfilmována

## Vědy
- 10. března – Založena Free Software Foundation Europe.
- 23. března – Mir byl záměrně naveden do zemské atmosféry, z větší části v ní shořel.
- březen – Operační systém Mac OS X byl uvolněn do komerčního provozu.
- 7. dubna – Vypuštěna družice Mars Odyssey.
- 8. srpna – Genesis – Návrat vzorků slunečního větru.
- 21. srpna – Objeveno transneptunické těleso 2001 QR322, první z tzv. Neptunových trojánů.[4]

## Nobelova cena
- Nobelova cena za fyziku – Eric Allin Cornell, Wolfgang Ketterle, Carl Wieman
- Nobelova cena za chemii – William Standish Knowles, Rjódži Nojori, Karl Barry Sharpless
- Nobelova cena za fyziologii a lékařství – Leland H. Hartwell, Tim Hunt, Sir Paul Nurse
- Nobelova cena za literaturu – V. S. Naipaul
- Nobelova cena za mír – Organizace spojených národů, Kofi Annan
- Nobelova pamětní cena za ekonomii – George Akerlof, Michael Spence, Joseph Stiglitz

## Narození

### Česko

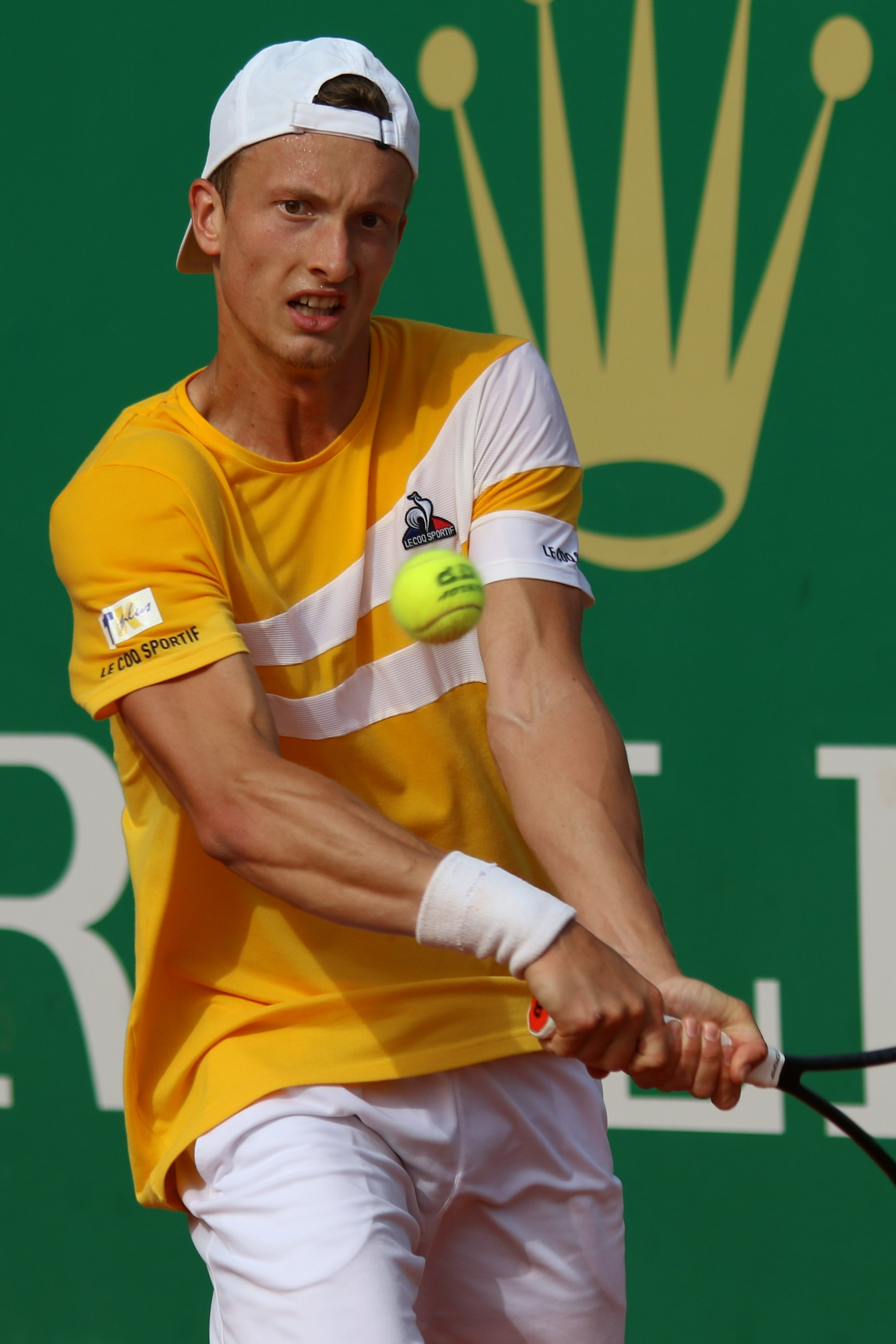
Jiří Lehečka (* 8. listopadu)

- 08. ledna – Josef Trojan, herec
- 13. února – Zdena Blašková, stolní tenistka
- 16. února – Adéla Škrdlová, lední hokejistka
- 27. února – Martin Bezděk, judista
- 20. dubna – Jan Štefela, skokan do výšky
- 07. května – Eliška Adamovská, sportovní lezkyně
- 28. května – Tomáš Jonáš, fotbalista
- 19. června – Nicolas Penner, fotbalista
- 23. června – Pavlína Bačová, florbalistka
- 01. července – Anna Sisková, tenistka
- 01. srpna – Veronika Jandová, cyklistka
- 26. srpna – Anna Janatková, zavražděná školačka z Prahy († 13. října 2010)
- 25. září – Adam Raška, hokejový útočník
- 26. září – Maxim Havrda, hokejista
- 14. října – Anna-Marie Valentová, herečka
- 08. listopadu – Jiří Lehečka, tenista
- 19. listopadu – Darija Pavlovičová, herečka
- 01. prosince – Indi Stivín, kontrabasista
- 02. prosince – Gabriela Satková, vodní slalomářka
- 12. prosince
  - Thai Dai Van Nguyen, šachista
  - Filip Salač, motocyklový jezdec
- 20. prosince – Martin Florian, atlet, oštěpař
- 30. prosince – Barbora Malíková, atletka, běžkyně
- ? – Sára Karasová, sportovní střelkyně

### Svět

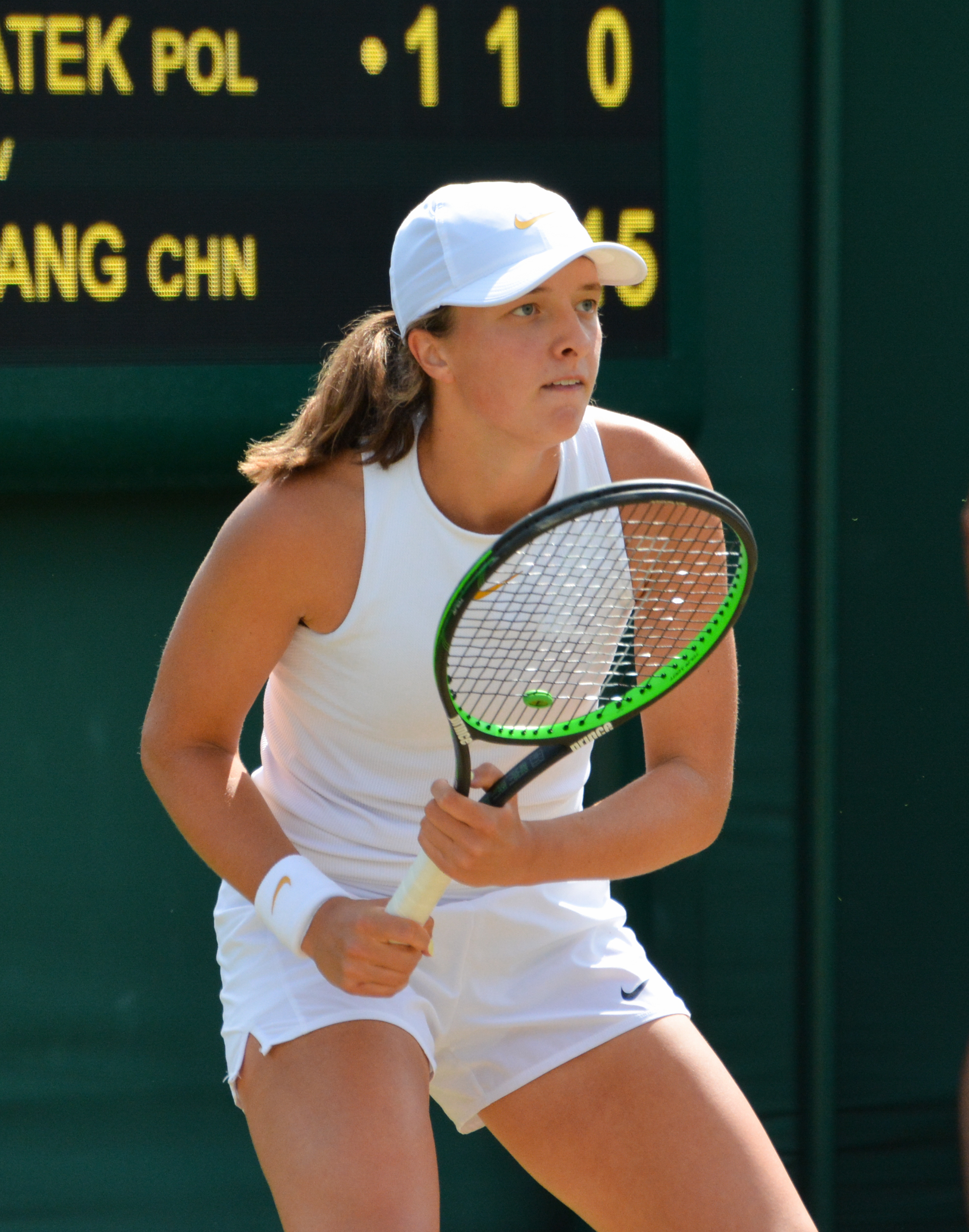
Iga Swiateková (* 31. května)

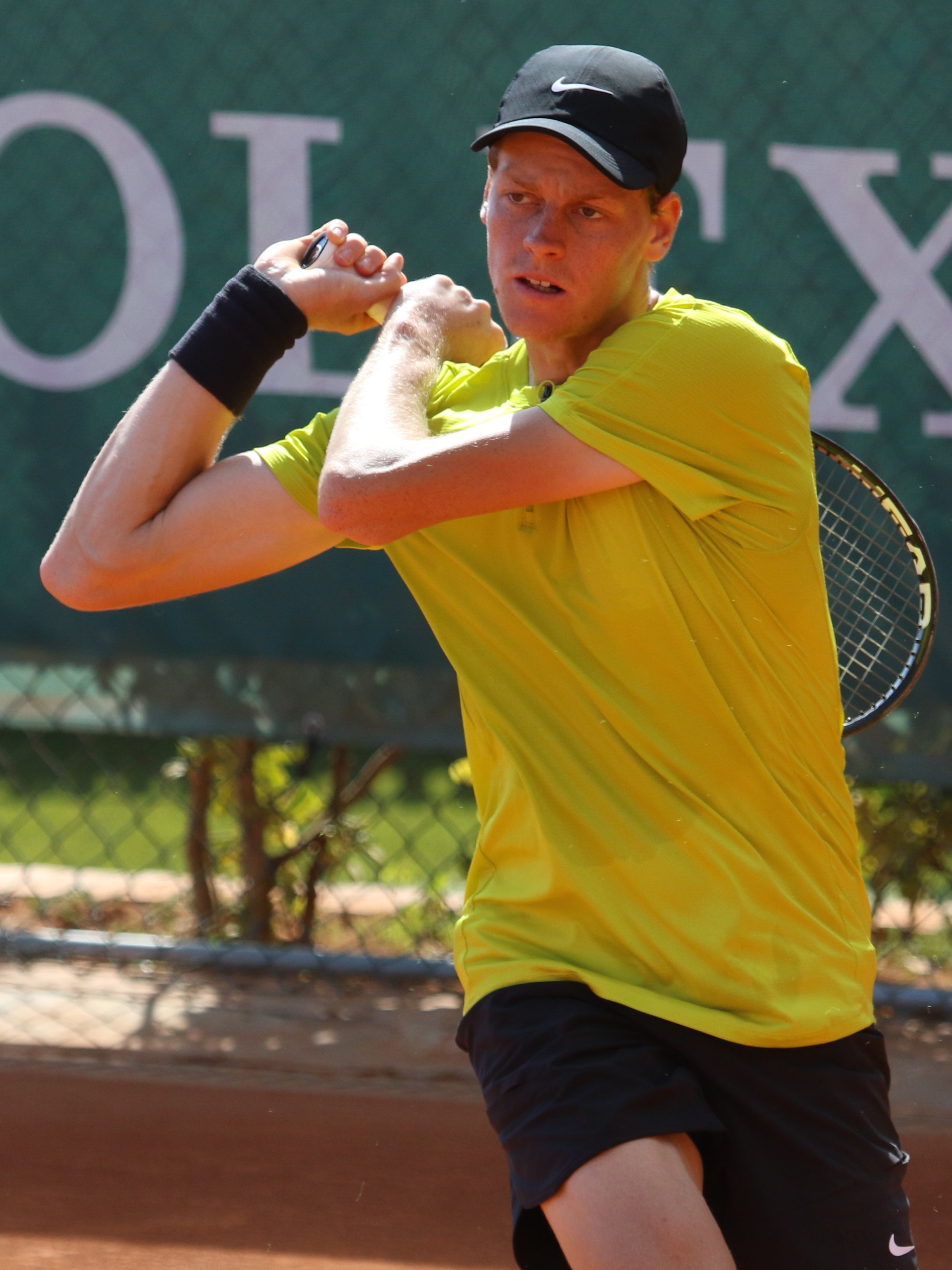
Jannik Sinner (* 16. srpna)

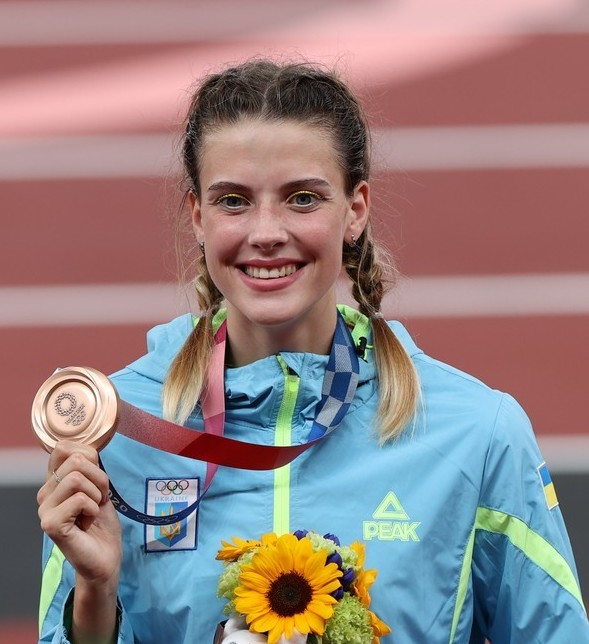
Jaroslava Mahučichová (* 19. září)

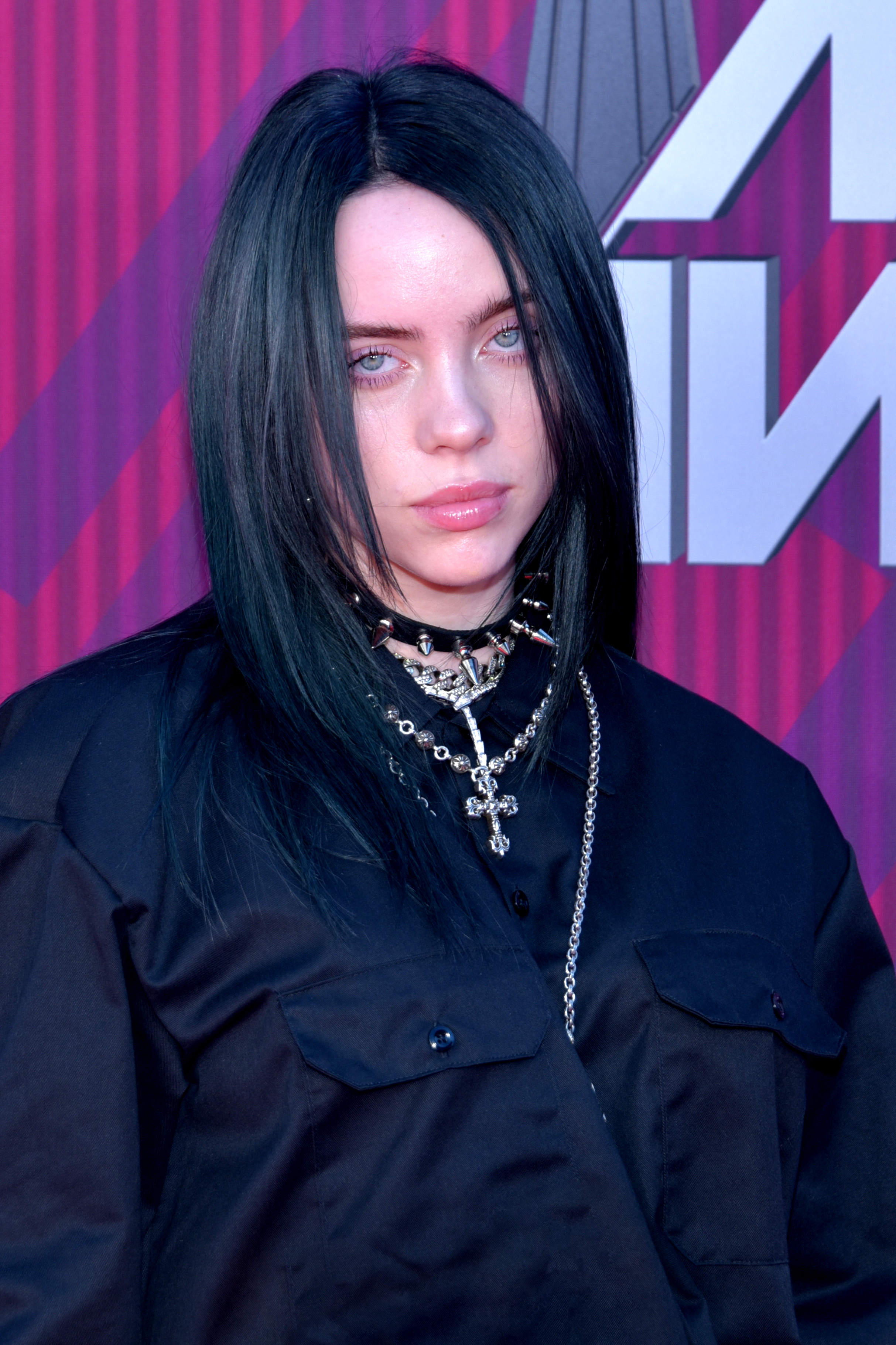
Billie Eilish (* 18. prosince)

- 04. ledna – Lola Young, britská zpěvačka
- 05. ledna – Mychajlo Mudryk, ukrajinský fotbalista
- 17. ledna – Enzo Fernández, argentinský fotbalista
- 20. ledna – Laura Lammer, rakouská sportovní lezkyně
- 23. ledna – Olga Danilovićová, srbská tenistka
- 26. ledna – Kenza Fortas, francouzská herečka
- 30. ledna – Curtis Jones, anglický fotbalista
- 12. února - Chviča Kvaracchelija, gruzínský fotbalista
- 13. února – Kaapo Kakko, finský lední hokejista
- 19. února – David Mazouz, americký herec
- 06. března – Zoi Sadowská Synnottová, novozélandská snowboardistka
- 14. března – Luàna Bajramiová, francouzská herečka a režisérka kosovského původu
- 17. března – Pietro Pellegri, italský fotbalista
- 21. března – Claus-Casimir Oranžsko-Nasavský, druhé dítě nizozemského prince Constantijna a princezny Laurentien
- 22. března
  - Sam Avezou, francouzský sportovní lezec
  - Artūrs Šilovs, lotyšský hokejový brankář
- 24. března – William Saliba, francouzský fotbalista
- 30. března – Anastasija Potapovová, ruská tenistka
- 03. dubna – Ašima Širaiši, americká sportovní lezkyně
- 06. dubna – Moritz Seider, německý lední hokejista
- 10. duben – No'a Kirel, izraelská zpěvačka
- 28. dubna – Laura Rogora, italská sportovní lezkyně
- 18. května – Emma Navarrová, americká tenistka
- 22. května – Joshua Zirkzee, nizozemský fotbalista
- 29. května – Frederike Fell, německá sportovní lezkyně
- 31. května
  - Helene Marie Fossesholmová, norská běžkyně na lyžích
  - Iga Świąteková, polská tenistka
- 10. června – Julien Alferdová, svatolucijská běžkyně na 100 a 200 metrů
- 19. června – Daniil Aldoškin, ruský rychlobruslař
- 21. června – Čong Če-won, jihokorejský rychlobruslař
- 24. června – Antonio Tiberi, italský silniční cyklista
- 26. června - Ivan Litvinovič, běloruský skokan na trampolíně
- 29. června – Éric Perrot, francouzský biatlonista
- 10. července – Isabela Moner, americká herečka
- 12. července – Kaylee McKeownová, australská plavkyně
- 16. července – Konrad de la Fuente, americký fotbalista
- 07. srpna – Daiki Hašimoto, japonský sportovní gymnasta
- 14. srpna – Sandra Lettner, rakouská sportovní lezkyně
- 16. srpna – Jannik Sinner, italský tenista
- 28. srpna – Kamilla Rachimovová, ruská tenistka
- 31. srpen – Amanda Anisimovová, americká tenistka
- 03. září – Kaia Gerberová, americká modelka
- 06. září – Freya Allanová, britská herečka
- 19. září – Jaroslava Mahučichová, ukrajinská skokanka do výšky
- 01. října – Mason Greenwood, britský fotbalista
- 08. října – Percy Hynes White, kanadský herec
- 11. října – Maja Chwalińská, polská tenistka
- 13. října – Caleb McLaughlin, americký herec
- 14. října – Rowan Blanchard, americká herečka
- 25. října – Elisabeth Belgická, následnice belgického trůnu
- 03. listopadu – Hailey Baptisteová, americká tenistka
- 21. listopadu – Luka Potočar, slovinský sportovní lezec
- 18. prosince – Billie Eilish, americká zpěvačka a skladatelka
- 22. prosince
  - Jack Draper, britský tenista
  - Camila Osoriová, kolumbijská tenistka
- ? – Nikita Glazyrin, ruský horolezec

## Úmrtí

### Česko

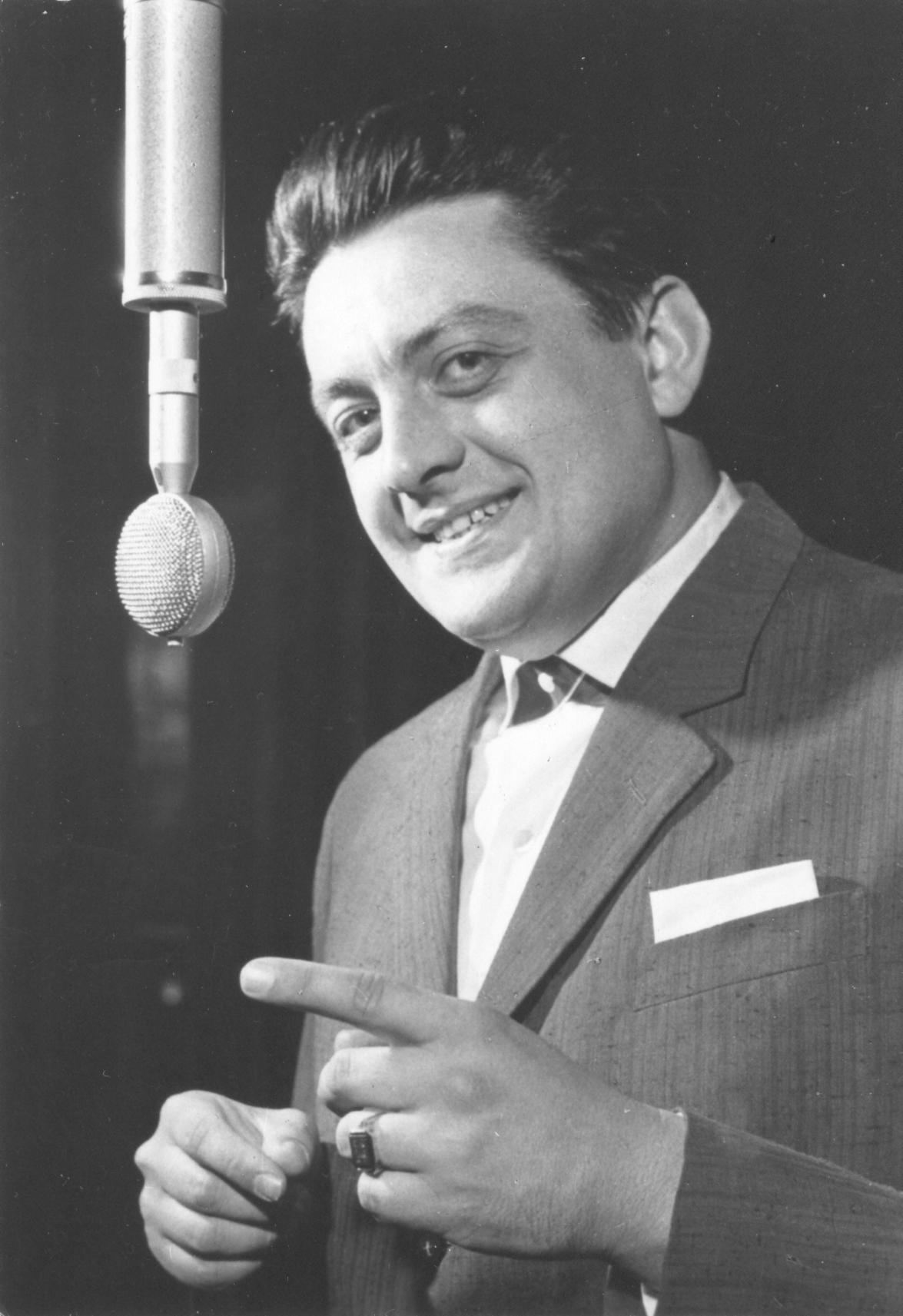
Jiří Vašíček († 13. listopadu)

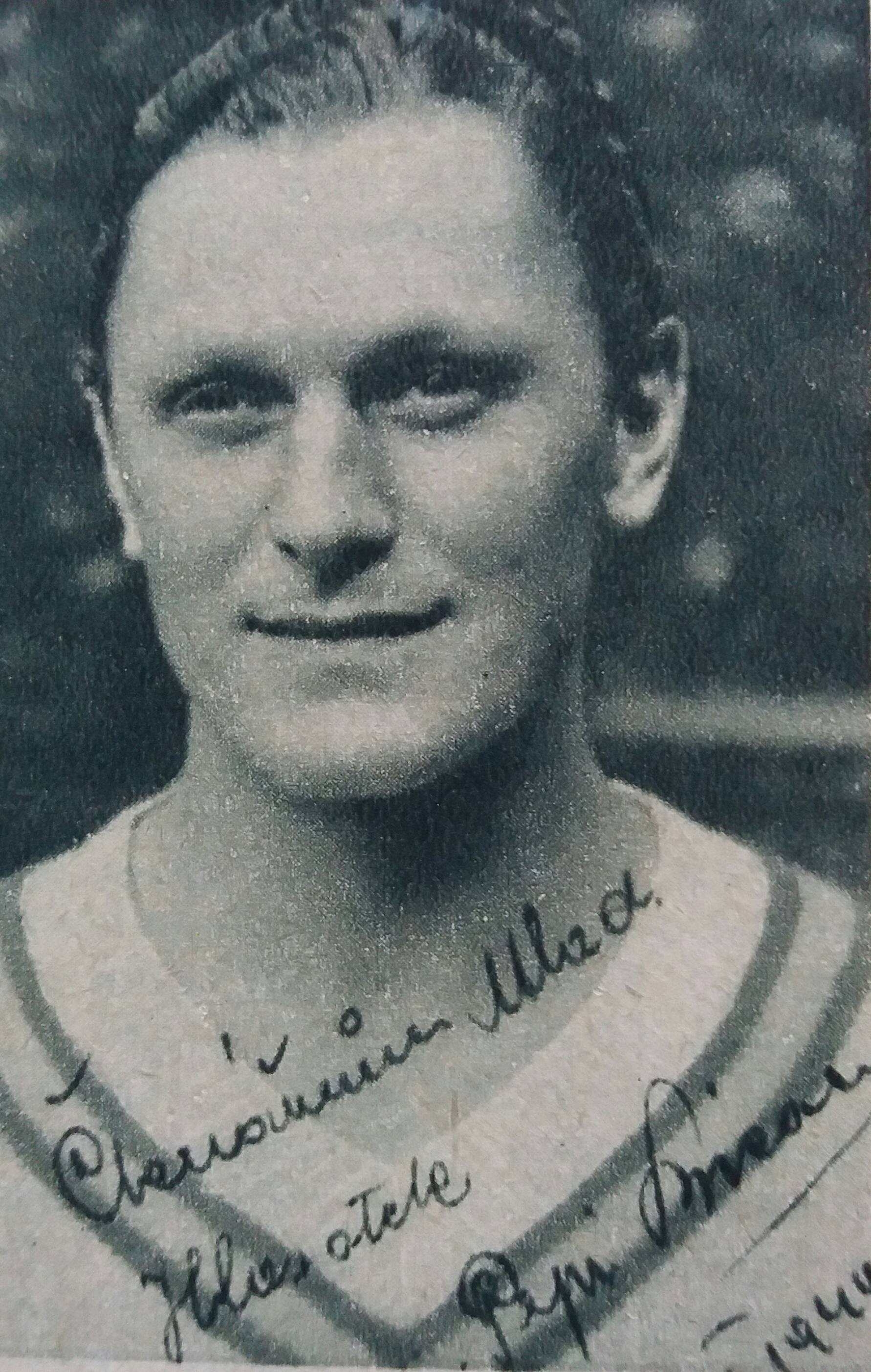
Josef Bican († 12. prosince)

- 5. ledna – Milan Hlavsa, baskytarista a zpěvák (* 6. března 1951)
- 7. ledna – František Hájek, psychiatr (* 31. října 1915)
- 11. ledna – Josef Polišenský, historik (* 16. prosince 1915)
- 25. ledna – Jiří Wimmer, herec, komik a bavič, básník, kreslíř (* 21. září 1943)
- 3. února – Zdenko Feyfar, fotograf (* 2. března 1913)
- 6. února – Alois Knop, jazykovědec (* 31. května 1917)
- 11. února – Vítězslav Rzounek, marxistický literární kritik (* 2. května 1921)
- 18. února – Zdeněk Borovec, textař (* 7. ledna 1932)
- 26. února – Josef Hons, spisovatel (* 16. října 1907)
- 2. března
  - Miloš Petr, hráč na lesní roh (* 31. března 1933)
  - Jan Moštěk, malíř a spisovatel (* 9. srpna 1923)
- 9. března – Martin Stáhalík, akrobatický pilot a mistr světa v letecké akrobacii z roku 1995 (* 4. června 1962)
- 16. března – Stanislav Šturz, malíř (* 27. října 1908)
- 22. března – Václav Morávek, fotbalový reprezentant (* 3. listopadu 1921)
- 26. března – Karel Sklenička, hudební skladatel a varhaník (* 17. února 1933)
- 2. dubna – Roman Podrázský, sochař (* 24. února 1943)
- 5. dubna – Jaroslav Bouček, novinář a překladatel (* 10. prosince 1923)
- 7. dubna – Josef Filipec, jazykovědec, lexikograf (* 21. února 1915)
- 8. dubna – Jiří Zahradníček, operní zpěvák, tenorista (* 22. listopadu 1923)
- 10. dubna – Ferdinand Plánický, fotbalový reprezentant (* 22. května 1920)
- 16. dubna – Karel Pichlík, historik (* 2. března 1928)
- 2. května – Vlasta Foltová, gymnastka (* 14. prosince 1913)
- 3. května – Karel Kalaš, operní pěvec (* 9. října 1910)
- 9. května – Miroslav Kárný, novinář a historik (* 9. září 1919)
- 12. května – Míla Tomášová, mikrobioložka, spisovatelka (* 24. září 1920)
- 15. května – Ladislav Kareš, fotbalový reprezentant (* 19. listopadu 1919)
- 21. května – Josef Daněk, vynálezce (* 8. dubna 1920)
- 24. května – Václav Němec, učitel a vlastivědný pracovník (* 5. dubna 1912)
- 26. května – Josef Kratochvil, spisovatel, skautský činitel a vysokoškolský pedagog (* 1. ledna 1915)
- 30. května – Jan Šulc, reprezentant ve vodním slalomu (* 1916)
- 31. května
  - Ota Hemele, fotbalový reprezentant (* 22. ledna 1926)
  - Karel Prager, architekt (* 24. srpna 1923)
- 22. června
  - Slavomil Hejný, botanik (* 21. června 1924)
  - Oldřich Oplt, malíř (* 25. října 1919)
- 24. června – Karel Židek, varhaník, skladatel a dirigent (* 17. listopadu 1912)
- 25. června – Miloslav Charouzd, hokejový reprezentant (* 15. srpna 1928)
- 26. června – Miroslav Dolejší, politický vězeň a publicista (* 20. listopadu 1931)
- 28. června – Václav Zahradník, skladatel a dirigent (* 29. ledna 1942)
- 4. července – Bedřich Havlík, violoncellista a pedagog (* 6. prosince 1936)
- 5. července – Jindřich Brabec, skladatel a publicista (* 25. května 1933)
- 8. července – František Hobizal, kněz a spisovatel (* 10. března 1933)
- 10. července – Ota Kraus, spisovatel (* 7. září 1909)
- 12. července – Andrej Stankovič, básník, knihovník, editor a filmový kritik (* 22. června 1940)
- 26. července – Josef Černota, voják a příslušník výsadku Wolfram (* 1. srpna 1914)
- 31. července – Josef Kohout, propagátor ragby (* 25. dubna 1910)
- 4. srpna – Rudolf Horský, teolog, biskup Církve československé husitské (* 4. prosince 1914)
- 12. srpna – Michal Kudělka, akademický malíř, ilustrátor, grafik, typograf a pedagog (* 3. září 1943)
- 14. srpna – Pavel Schmidt, skifař, olympijský vítěz (* 9. února 1930)
- 16. srpna – Mojmír Preclík, sochař, keramik, restaurátor a fotograf (* 9. února 1931)
- 17. srpna – Eduard Tomek, rakousko-český malíř (* 28. března 1912)
- 22. srpna – Milena Honzíková, partyzánka, spisovatelka a literární historička (* 28. listopadu 1925)
- 26. srpna – Zdeněk Bažant, geomechanik, stavební inženýr, pedagog (* 11. června 1908)
- 28. srpna – Olga Zezulová, režisérka a spisovatelka (* 17. září 1922)
- 3. září – Jiří Zdeněk Novák, spisovatel, scenárista a překladatel (* 14. října 1912)
- 7. září – Vladimír Sís, scenárista a režisér (* 7. července 1925)
- 19. září – Miloš Chmelař, herec a fotograf (* 12. září 1923)
- 25. září – Josef Kšica starší, sbormistr, pedagog a hudební skladatel (* 11. listopad u 1926)
- 28. září – Josef Václav Scheybal, malíř, grafik, ilustrátor, historik umění a etnograf (* 31. prosince 1928)
- 2. října – Oldřich Lajsek, malíř (* 8. února 1925)
- 4. října
  - Antonín Máša, spisovatel, scenárista, dramatik, režisér (* 22. července 1935)
  - Jiří Němec, klinický psycholog, filosof, překladatel, publicista a jeden z iniciátorů Charty 77 (* 18. října 1932)
- 7. října – Václav Hilský, architekt a urbanista (* 6. září 1909)
- 9. října – Judita Čeřovská, zpěvačka (* 21. dubna 1929)
- 24. října – Jaromil Jireš, filmový scenárista a režisér (* 10. prosince 1935)
- 26. října – Jaromír Neumann, historik umění (* 15. srpna 1924)
- 3. listopadu – František Pácalt, hokejový reprezentant (* 20. července 1912)
- 8. listopadu – Stanislav Štrunc, fotbalový reprezentant (* 30. října 1942)
- 11. listopadu – Ivan Lutterer, český fotograf (* 27. dubna 1954)
- 13. listopadu – Jiří Vašíček, zpěvák (* 6. srpna 1933)
- 21. listopadu – Jaroslav Zástěra, historik (* 21. března 1921)
- 23. listopadu – Petr Urbánek, básník a publicista (* 5. srpna 1941)
- 30. listopadu – Miloslav Ošmera, československý hokejový reprezentant (* 21. ledna 1924)
- 8. prosince
  - Oleg Homola, literární vědec, spisovatel a politik (* 31. ledna 1921)
  - Lumír Čivrný, básník a politik (* 3. srpna 1915)
  - Miroslav Vlach, hokejový útočník (* 19. října 1935)
  - Ladislav Zajíček, hudebník, novinář, spisovatel (* 21. června 1947)
- 9. prosince
  - Hynek Maxa, operní pěvec (* 7. května 1922)
  - Karel Bříza, kněz, hudební skladatel, varhaník a varhanář (* 14. října 1926)
- 11. prosince – Zdeněk Dítě, herec (* 19. listopadu 1920)
- 12. prosince – Josef Bican, fotbalový útočník (* 25. září 1913)
- 23. prosince – Eustach Bittner, numismatik a muzejní pracovník (* 26. března 1912)

### Svět

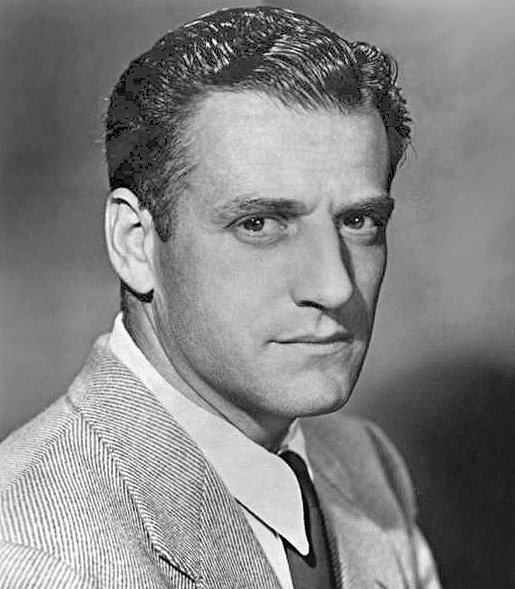
Stanley Kramer († 19. února)

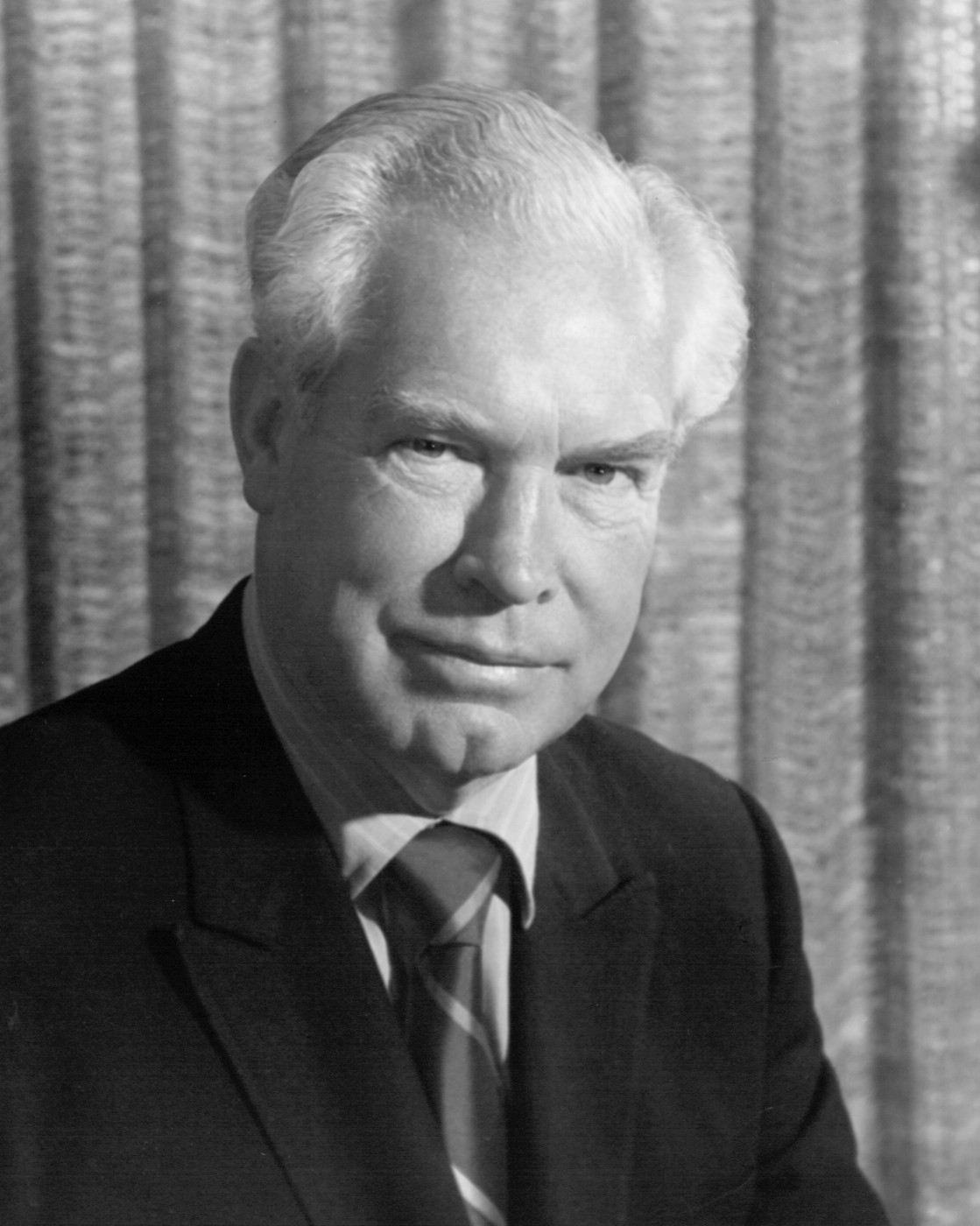
William Hanna († 22. března)

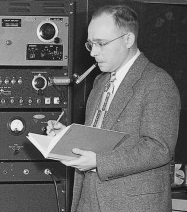
Clifford Shull († 31. března)

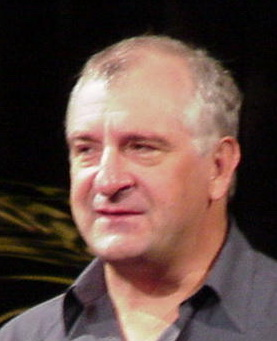
Douglas Adams († 11. května)

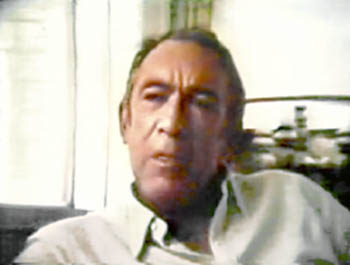
Anthony Quinn († 3. června)

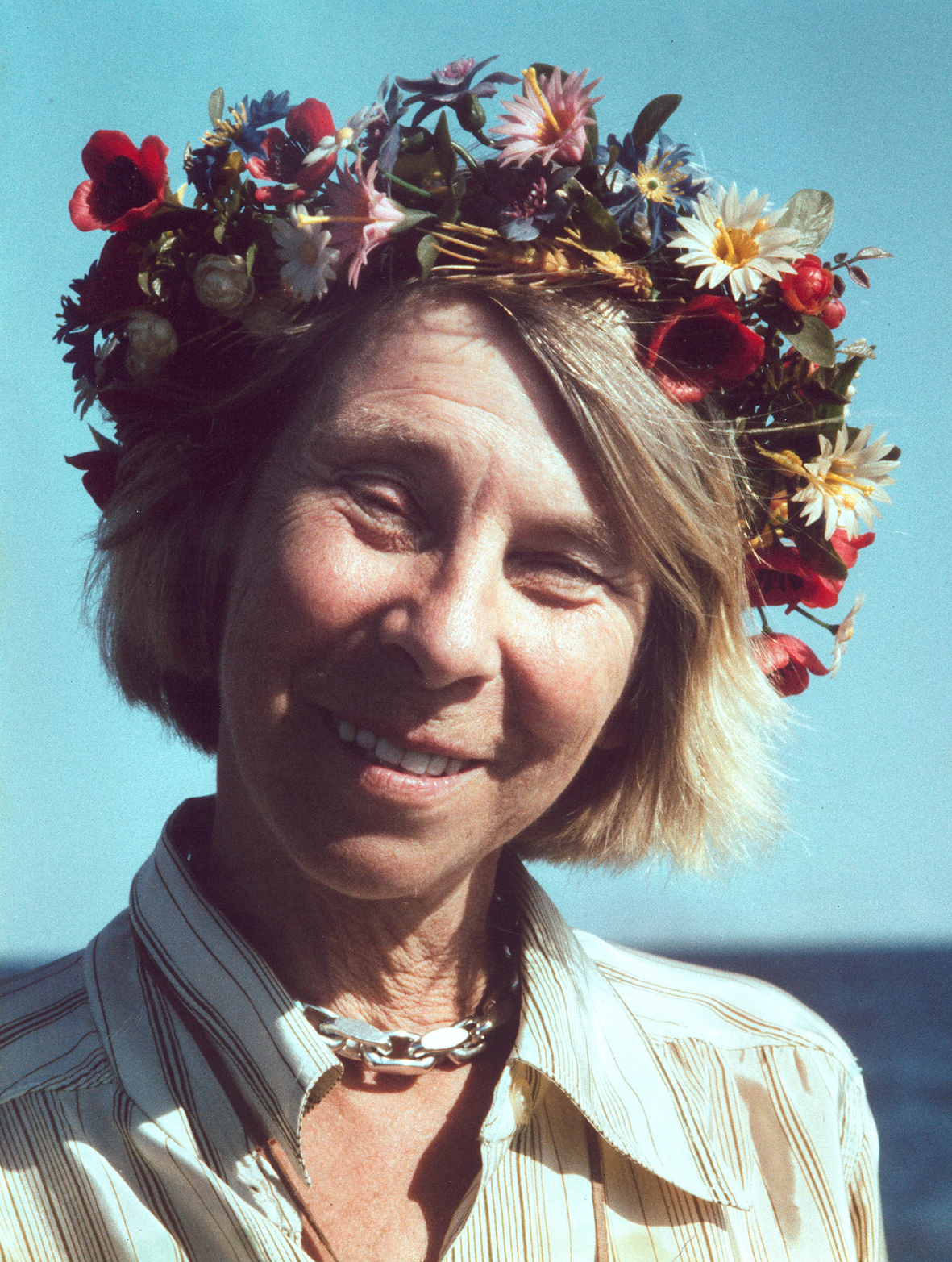
Tove Janssonová († 27. června)

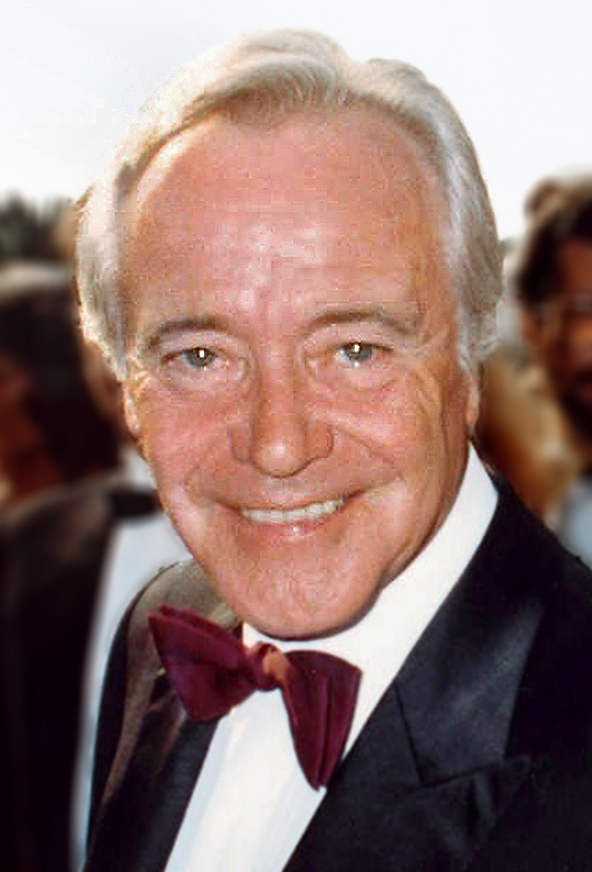
Jack Lemmon († 27. června)

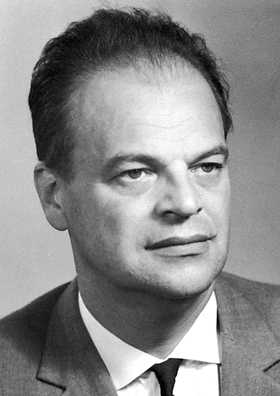
Nikolaj Basov († 1. července)

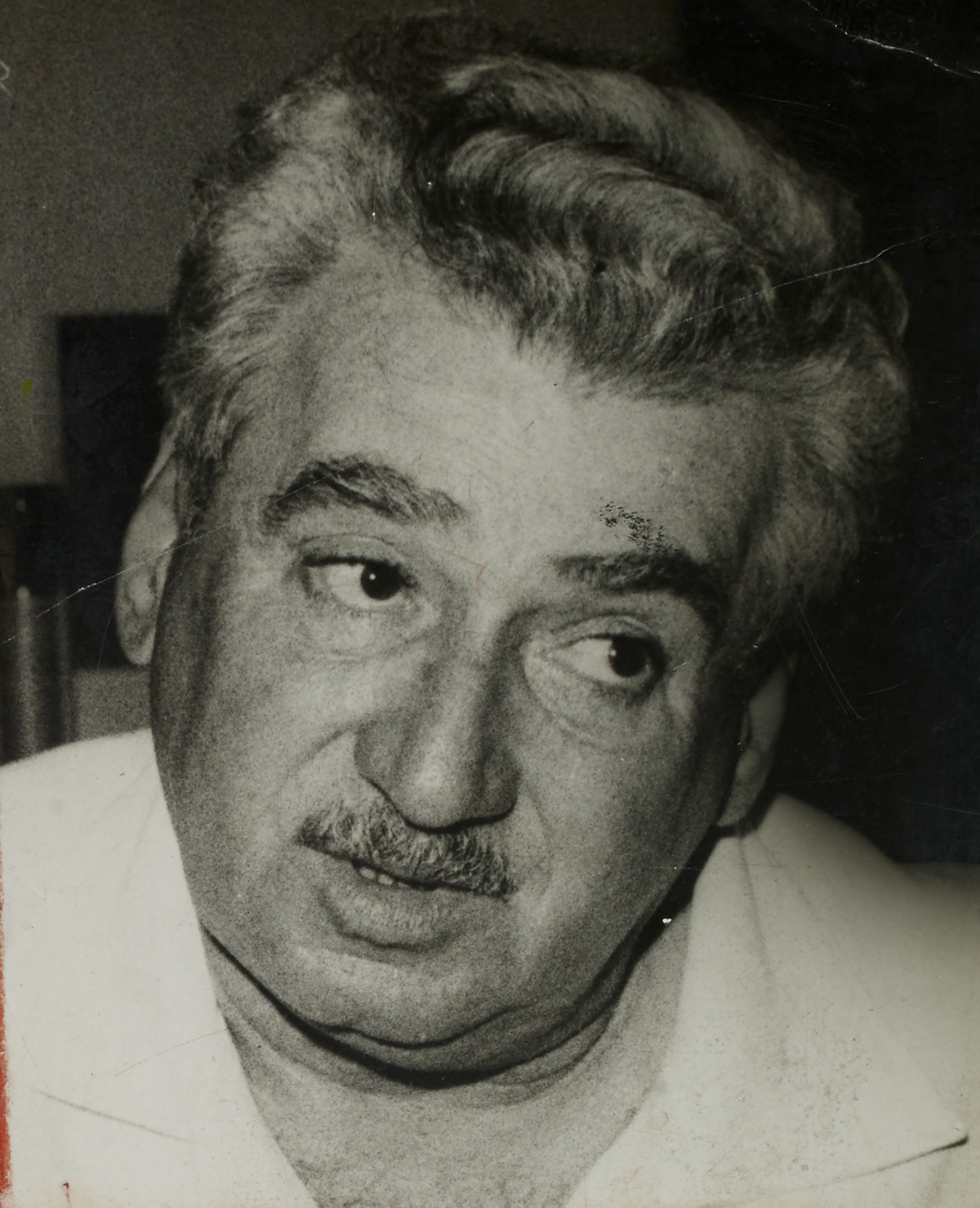
Jorge Amado († 6. srpna)

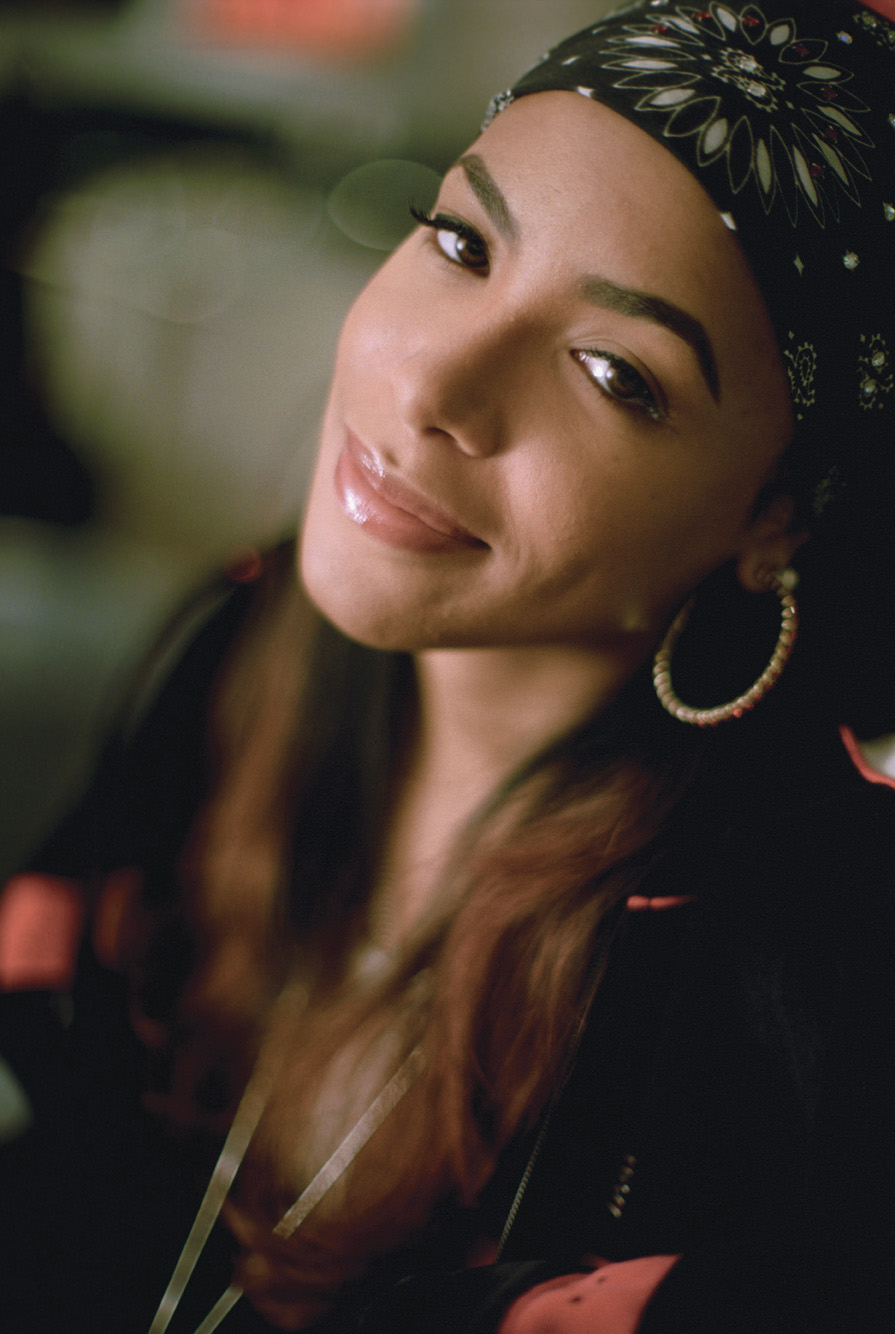
Aaliyah († 25. srpna)

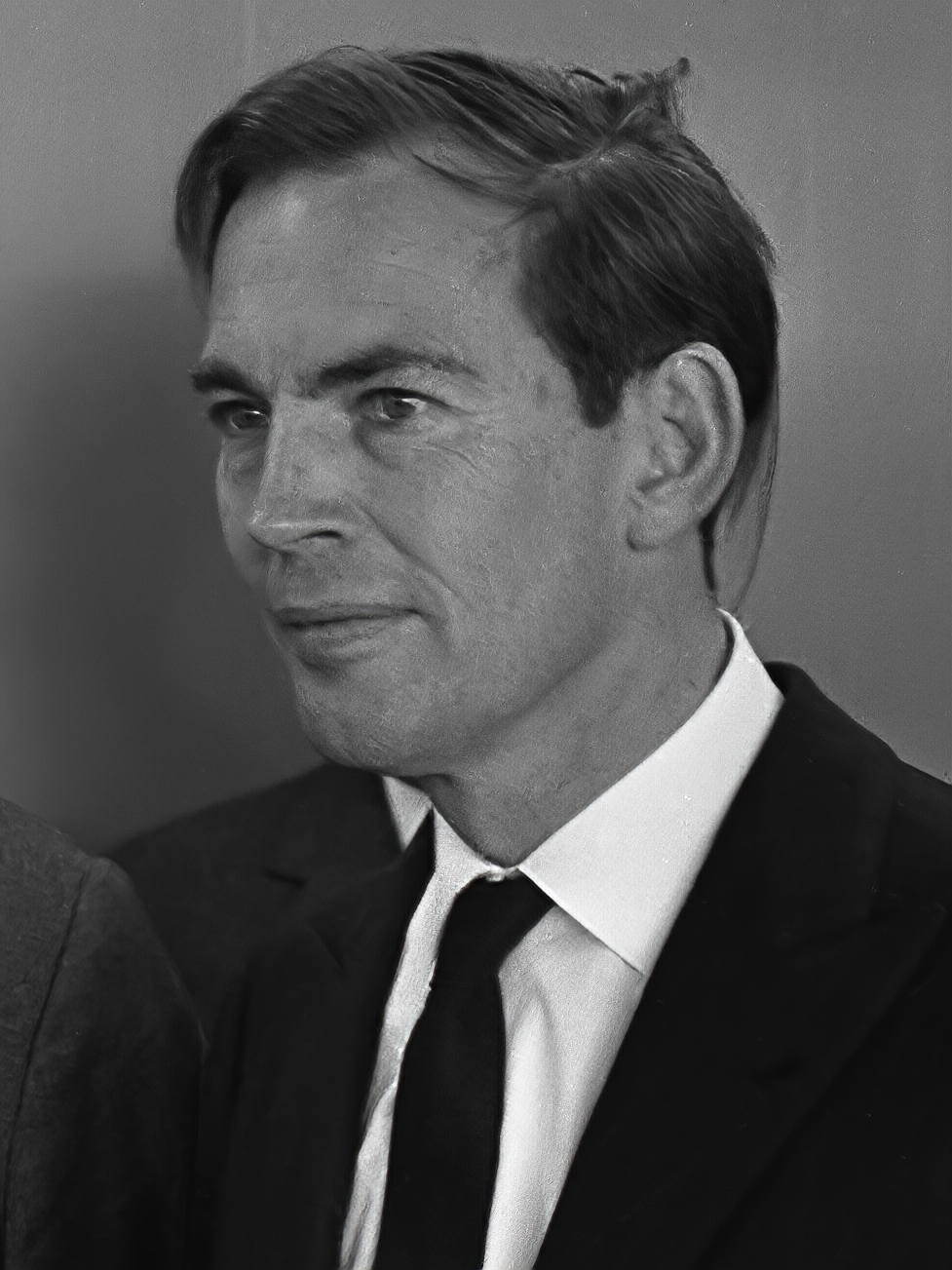
Christiaan Barnard († 2. září)

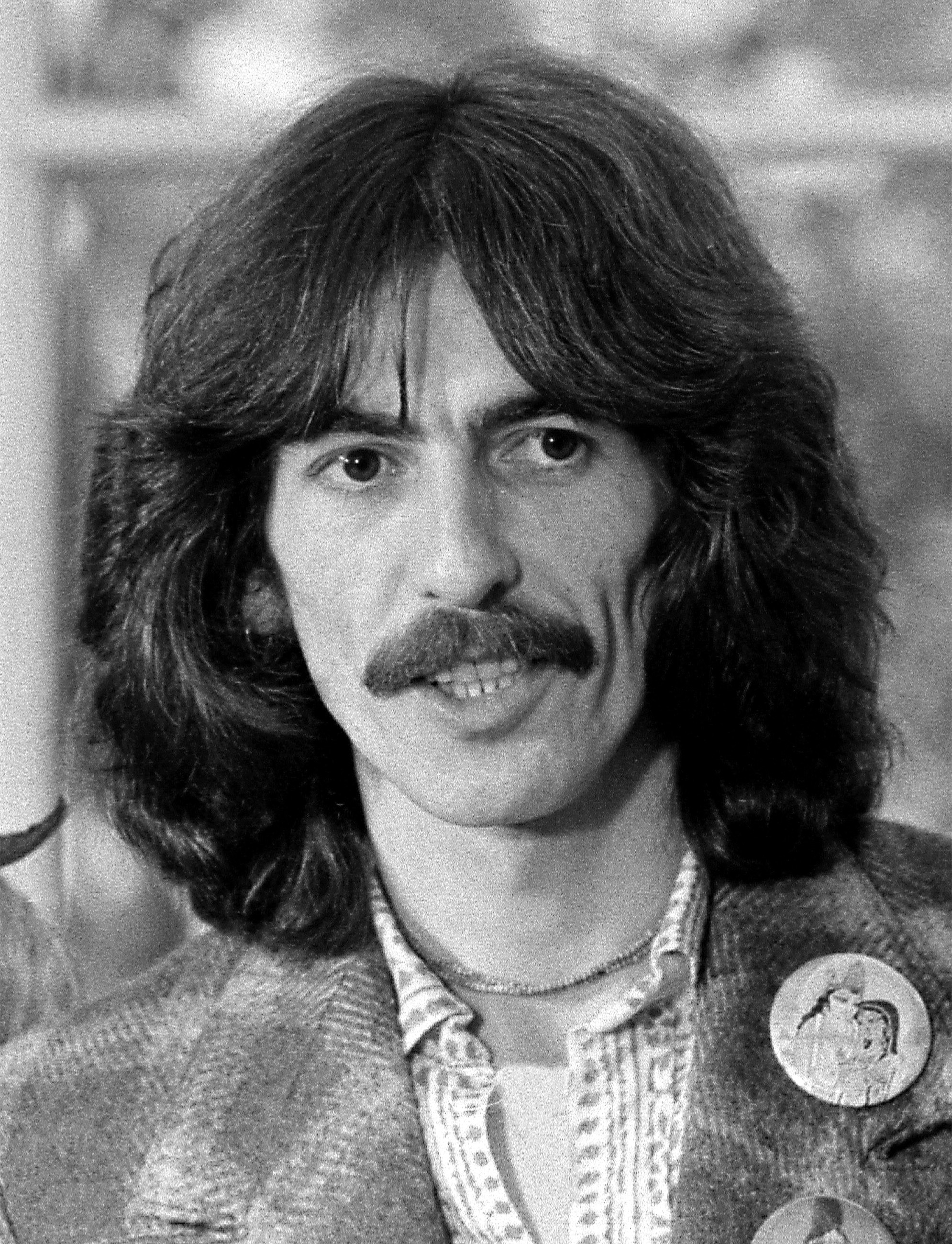
George Harrison († 29. listopadu)

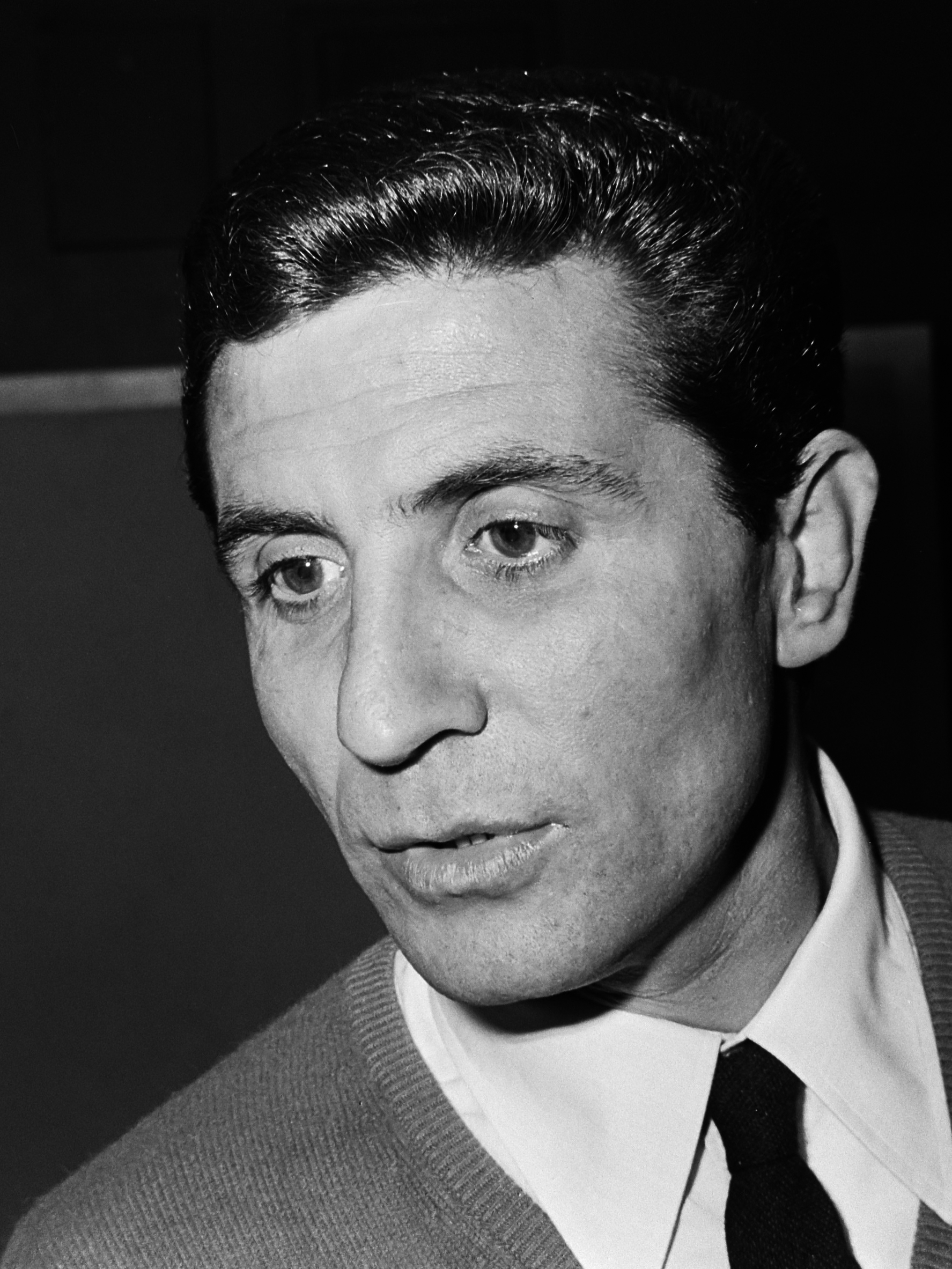
Gilbert Bécaud († 18. prosince)

- 1. ledna – Emil Horváth st., slovenský herec (* 27. srpna 1923)
- 2. ledna – William P. Rogers, americký politik (* 23. června 1913)
- 5. ledna – Elizabeth Anscombe, britská katolická filosofka (* 18. března 1919)
- 9. ledna – Paul Vanden Boeynants, premiér Belgie (* 22. května 1919)
- 12. ledna – Adhemar Ferreira da Silva, brazilský olympijský vítěz v trojskoku (* 29. září 1925)
- 14. ledna – József Csermák, maďarský olympijský vítěz v hodu kladivem (* 14. února 1932)
- 15. ledna
  - Georgij Chosrojevič Šachnazarov, právník, politolog, politik a spisovatel arménského původu (* 4. října 1924)
  - Leo Marks, anglický kryptograf, dramatik a scenárista (* 24. září 1920)
- 16. ledna – Laurent-Désiré Kabila, prezident Konžské demokratické republiky (* 27. listopadu 1939)
- 17. ledna
  - Sergej Kraigher, jugoslávský politik slovinského původu (* 30. května 1914)
  - Gregory Corso, americký básník (* 26. března 1930)
- 19. ledna – Marián Gallo, slovenský herec (* 6. června 1928)
- 21. ledna – Livij Stěpanovič Ščipačov, ruský výtvarník a herec (* 4. srpna 1926)
- 23. ledna
  - Ilja Afroimovič Turičin, ruský sovětský novinář a spisovatel (* 27. ledna 1921)
  - Jack McDuff, americký jazzový varhaník a zpěvák (* 17. září 1926)
- 27. ledna – Marie Josefa Belgická, italská královna (* 4. srpna 1906)
- 28. ledna – Mortimer Adler, americký filosof a spisovatel (* 28. prosince 1902)
- 4. února
  - J. J. Johnson, americký jazzový pozounista a skladatel (* 22. ledna 1924)
  - Iannis Xenakis, řecký hudební skladatel (* 29. května 1922)
- 9. února – Herbert A. Simon, americký ekonom, nositel Nobelovy ceny (* 15. června 1916)
- 12. února – Kristina Söderbaum, německá filmová herečka (* 5. září 1912)
- 14. února
  - Guy Grosso, francouzský herec a komik (* 19. srpna 1933)
  - Ploutis Servas, kyperský komunistický politik a spisovatel (* 22. května 1907)
- 17. února – Richard Wurmbrand, rumunský luteránský farář, spisovatel a teolog (* 24. března 1909)
- 18. února – Balthus, polsko-francouzský malíř (* 29. února 1908), Claude Davey velšský ragbista (* 14. prosince 1908)
- 19. února
  - Stanley Kramer, americký režisér (* 29. září 1913)
  - Charles Trenet, francouzský zpěvák a skladatel (* 18. května 1913)
- 20. února – Donella Meadowsová, americká ekoložka a spisovatelka (* 13. března 1941)
- 24. února – Claude Shannon, americký elektronik a matematik (* 30. dubna 1916)
- 27. února – Milton Barnes, kanadský hudební skladatel (* 16. prosince 1931)
- 2. března – Harold Gordon Skilling, kanadský historik, bohemista a politolog (* 28. února 1912)
- 12. března – Robert Ludlum, americký spisovatel (* 25. května 1927)
- 18. března – John Phillips, americký zpěvák, kytarista, skladatel (* 30. srpna 1935)
- 19. března – Gordon Brown, skotský ragbista (* 1. listopadu 1947)
- 21. března – Basilea Schlinková, německá náboženská vůdkyně a spisovatelka (* 21. října 1904)
- 22. března – William Hanna, americký animátor, scenárista, kreslíř a režisér (* 14. července 1910)
- 23. března – Louis Dudek, kanadský básník (* 6. února 1918)
- 24. března – Jörg Konrad Hoensch, německý bohemista, historik a univerzitní profesor (* 8. září 1935)
- 29. března – John Lewis, americký jazzový klavírista a skladatel (* 3. května 1920)
- 31. března – Clifford Shull, americký fyzik, nositel Nobelovy ceny (* 23. září 1915)
- 15. dubna – Joey Ramone, americký zpěvák a skladatel (* 19. května 1951)
- 23. dubna – David Walker, americký astronaut (* 20. května 1944)
- 25. dubna – Michele Alboreto, italský pilot F1 (* 23. prosince 1956)
- 29. dubna – Barend Biesheuvel, premiér Nizozemska (* 5. dubna 1920)
- 1. května – Trịnh Công Sơn, vietnamský hudební skladatel (* 28. února 1939)
- 3. května – Billy Higgins, americký jazzový bubeník (* 11. října 1936)
- 5. května – Chantal Chaudé de Silans, francouzská šachistka (* 9. března 1919)
- 7. května – Joseph Greenberg, americký antropolog a lingvista (* 28. května 1915)
- 8. května – Horst Grund, německý fotograf a kameraman (* 29. července 1915)
- 11. května – Douglas Adams, britský spisovatel (* 11. března 1952)
- 12. května – Didi, brazilský fotbalista (* 8. října 1928)
- 13. května – Sergej Alexandrovič Afanasjev, sovětský politik (* 30. srpna 1918)
- 15. května – Sacha Vierny, francouzský kameraman (* 10. srpna 1919)
- 17. května – Jacques-Louis Lions, francouzský matematik (* 3. května 1928)
- 19. května – Alexej Petrovič Maresjev, sovětský stíhací pilot (* 20. května 1916)
- 21. května – Tad Szulc, americký novinář a spisovatel polského původu (* 25. července 1926)
- 22. května – Jenő Fock, maďarský komunistický politik, předseda Rady ministrů (* 16. května 1916)
- 25. května
  - Alberto Korda, kubánský fotograf (* 14. září 1928)
  - Malcom McLean, americký průkopník kontejnerizace (* 14. listopadu 1913)
  - Delme Bryn-Jones, velšský operní pěvec – barytonista (* 29. března 1934)
- 28. května – Tony Ashton, anglický rockový pianista, klávesista, zpěvák, skladatel (* 1. března 1946)
- 1. června – Biréndra, nepálský král (* 28. prosince 1945)
- 3. června
  - Anthony Quinn, mexicko-americký herec, malíř a scenárista (* 21. dubna 1915)
  - Friedl Rinderová, německá šachistka (* 20. listopadu 1905)
- 6. června – Douglas Lilburn, novozélandský hudební skladatel (* 2. listopadu 1915)
- 9. června – Arno Puškáš, slovenský horolezec, publicista (* 4. února 1925)
- 10. června – Leila Pahlaví, íránská princezna (* 27. března 1970)
- 14. června – Tibor Andrašovan, slovenský skladatel a dirigent (* 3. dubna 1917)
- 16. června – Vincent Šikula, slovenský spisovatel (* 19. října 1936)
- 17. června – Donald J. Cram, americký chemik, nositel Nobelovy ceny (* 22. dubna 1919)
- 19. června – Lindsay L. Cooper, skotský kontrabasista a violoncellista (* 18. ledna 1940)
- 21. června – John Lee Hooker, americký bluesový kytarista a zpěvák (* 22. srpna 1917)
- 27. června
  - Jack Lemmon, americký herec (* 8. února 1925)
  - Tove Janssonová, finská spisovatelka (* 9. srpna 1914)
- 30. června
  - Hans Trippel, německý automobilový konstruktér a designer (* 19. června 1908)
  - Joe Henderson, americký jazzový tenorsaxofonista (* 24. dubna 1937)
  - Chet Atkins, americký kytarista (* 20. června 1924)
- 1. července – Nikolaj Gennadijevič Basov, sovětský fyzik, nositel Nobelovy ceny (* 14. prosince 1922)
- 3. července – Ivan Slamnig, chorvatský spisovatel (* 24. června 1930)
- 8. července – Ťia Lan-pcho, čínský paleontolog (* 25. listopadu 1908)
- 12. července – Paul Magloire, vojenský diktátor na Haiti (* 19. července 1907)
- 16. července – Morris, belgický karikaturista (* 1. prosince 1923)
- 18. července – Viktorija Kamenská, ruská spisovatelka a překladatelka (* 13. srpna 1925)
- 19. července – Michiel Daniel Overbeek, jihoafrický astronom (* 15. září 1920)
- 26. července
  - Josef Klaus, rakouský kancléř (* 15. srpna 1910)
  - Jean-Hervé Nicolas, švýcarský teolog (* 1910)
- 27. července
  - Leon Wilkeson, americký baskytarista skupiny Lynyrd Skynyrd (* 2. dubna 1952)
  - Harold Land, americký jazzový tenorsaxofonista (* 18. února 1928)
- 29. července – Edward Gierek, polský politik (* 6. ledna 1913)
- 31. července
  - Fridrich František Meklenbursko-Zvěřínský, dědičný meklenbursko-zvěřínský velkovévoda (* 22. dubna 1910)
  - Miklós Vásárhelyi, maďarský novinář a politik (* 9. října 1917)
- 6. srpna
  - Vasilij Kuzněcov, sovětský atlet, desetibojař (* 7. února 1932)
  - Jorge Amado, brazilský spisovatel, člen Světové rady míru (* 10. srpna 1912)
- 19. srpna – Henri-François Van Aal, belgický žurnalista a politik (* 4. ledna 1933)
- 20. srpna – Fred Hoyle, britský astronom (* 24. června 1915)
- 21. srpna – Juan Antonio Villacañas, španělský básník, esejista a kritik (* 10. ledna 1922)
- 22. srpna
  - Taťjana Averinová, sovětská rychlobruslařka, olympijská vítězka (* 25. června 1950)
  - Bernard Heuvelmans, francouzský zoolog (* 10. října 1916)
- 25. srpna – Jozef Zlocha, slovenský geolog, důlní inženýr, politik (* 6. června 1940)
- 26. srpna – Marita Petersenová, faerská premiérka (* 21. října 1940)
- 29. srpna – Francisco Rabal, španělský herec (* 8. března 1926)
- 30. srpna – Alicia D'Amico, argentinská fotografka (* 6. října 1933)
- 31. srpna – Poul Anderson, americký spisovatel science fiction (* 25. listopadu 1926)
- 2. září
  - Jay Migliori, americký jazzový saxofonista (* 14. listopadu 1930)
  - Christiaan Barnard, jihoafrický chirurg, jako první provedl transplantaci srdce (* 8. listopadu 1922)
  - Troy Donahue, americký herec (* 27. ledna 1936)
- 7. září – Felix Vašečka, slovenský odbojář a komunistický politik (* 13. ledna 1915)
- 9. září – Ahmad Šáh Masúd, afghánský politik (* 1. září 1953)
- 13. září – Jaroslav Drobný, česko-egyptský tenista a český lední hokejista (* 12. října 1921)
- 17. září – Dušan Blaškovič, slovenský herec (* 11. září 1930)
- 18. září – Tibor Buday, slovenský geolog (* 22. září 1913)
- 22. září – Isaac Stern, houslový virtuóz (* 21. června 1920)
- 25. září – Robert Floyd, americký informatik (* 8. června 1936)
- 30. září
  - John Lilly, americký psychoanalytik, filosof a spisovatel (* 6. ledna 1915)
  - Gerhard Ebeling, evangelický teolog (* 6. července 1912)
- 1. října – Lee Cronbach, americký psycholog (* 22. dubna 1916)
- 5. října – Emilie Schindlerová, manželka Oskara Schindlera, zachránce Židů (* 22. října 1907)
- 6. října – Milton A. Rothman, americký fyzik a spisovatel science fiction (* 30. listopadu 1919)
- 10. října – Joachim von Zedtwitz, lékař, Spravedlivý mezi národy (* 11. června 1910)
- 11. října – Nada Mamulová, srbská interpretka lidových milostných písní (* 9. ledna 1927)
- 14. října – David Kellogg Lewis, americký filozof (* 28. září 1941)
- 15. října
  - Ján Klimo, slovenský herec a divadelní režisér (* 8. června 1921)
  - Jurij Ozerov, ruský herec a režisér (* 26. ledna 1921)
- 17. října – Rechav'am Ze'evi, izraelský generál, politik a historik (* 20. června 1926)
- 18. října – Micheline Ostermeyerová, francouzská olympijská vítězka ve vrhu koulí (* 23. prosince 1922)
- 22. října – Ernest Hilgard, americký psycholog (* 25. července 1904)
- 23. října – Josh Kirby, britský ilustrátor (* 27. listopadu 1928)
- 24. října – Wolf Rüdiger Hess, architekt, syn nacistického politika Rudolfa Hesse (* 18. listopadu 1937)
- 25. října – Marvin Harris, americký antropolog (* 18. srpna 1927)
- 2. listopadu – El'azar Menachem Man Šach, jeden z vůdčích charedi rabínů (* 13. ledna 1898)
- 3. listopadu
  - Vojtech Mihálik, slovenský básník, překladatel, publicista a politik (* 30. března 1926)
  - Ernst Gombrich, britský teoretik a historik umění (* 30. března 1909)
- 7. listopadu – Geoffrey Jenkins, jihoafrický spisovatel (* 16. června 1920)
- 9. listopadu
  - Nancye Wynneová, australská tenistka (* 2. prosince 1916)
  - Giovanni Leone, premiér Itálie (* 3. listopadu 1908)
- 10. listopadu – Ken Kesey, americký spisovatel (* 17. září 1935)
- 12. listopadu – Albert Hague, německý skladatel a textař (* 13. října 1920)
- 16. listopadu – Tommy Flanagan, americký jazzový klavírista a hudební skladatel (* 16. března 1930)
- 27. listopadu – Nils-Aslak Valkeapää, sámský spisovatel, hudebník a malíř (* 23. března 1943)
- 29. listopadu – George Harrison, britský zpěvák a kytarista, člen skupiny The Beatles (* 25. února 1943)
- 3. prosince – Juan José Arreola, mexický spisovatel (* 21. září 1918)
- 13. prosince
  - Dušan Slobodník, slovenský spisovatel, politik, ministr kultury SR (* 11. dubna 1927)
  - Chuck Schuldiner,americký zpěvák a kytarista (* 13. května 1967)
- 14. prosince – Winfried Georg Sebald, německý literární vědec a spisovatel (* 18. května 1944)
- 15. prosince – Rufus Thomas, americký zpěvák a komik (* 26. března 1917)
- 18. prosince – Gilbert Bécaud, francouzský šansoniér, skladatel a herec (* 24. října 1927)
- 20. prosince – Léopold Sédar Senghor, básník a první prezident Senegalu (* 9. října 1906)
- 21. prosince – Thomas A. Sebeok, maďarský filosof a lingvista (* 9. listopadu 1920)
- 22. prosince – Grzegorz Ciechowski, polský hudebník a hudební skladatel (* 29. srpna 1957)
- 23. prosince – Jelle Zijlstra, premiér Nizozemska (* 27. srpna 1918)
- 25. prosince – Alfred A. Tomatis, francouzský otorhinolaryngolog (* 1. ledna 1920)
- 26. prosince – Nigel Hawthorne, britský herec (* 5. dubna 1929)
- 27. prosince – Boris Rybakov, ruský historik (* 3. června 1908)
- 30. prosince – Samuel Mockbee, americký architekt (* 23. prosince 1944)

## Hlavy států
- Česko – prezident Václav Havel (1993–2003)
- Francie – prezident Jacques Chirac (1995–2007)
- Maďarsko – prezident Ferenc Mádl (2000–2005)
- Německo – prezident Johannes Rau (1999–2004)
- Polsko – prezident Aleksander Kwaśniewski (1995–2005)
- Rakousko – prezident Thomas Klestil (1992–2004)
- Rusko – prezident Vladimir Putin (1999–2008)
- Slovensko – prezident Rudolf Schuster (1999–2004)
- Spojené království – královna Alžběta II. (1952–2022)
- Spojené státy americké – prezident Bill Clinton (1993–2001), George W. Bush (2001–2009)
- Ukrajina – prezident Leonid Kučma (1994–2005)
- Vatikán – papež Jan Pavel II. (1978–2005)